# Зайцев, Павел Дмитриевич
Павел Дмитриевич Зайцев — полковник Внутренних войск Министерства внутренних дел Российской Федерации, первый командир спецподразделения «Русь», участник Первой чеченской войны, погиб при исполнении служебных обязанностей.

## Биография
Павел Дмитриевич Зайцев родился в селе Новопокровка Казахской ССР. Службу во внутренних войсках Министерства внутренних дел СССР начал в ноябре 1970 года. Начинал служить в качестве рядового стрелка, позднее был командиром отделения, заместителем командира взвода. В 1977 году окончил Новосибирское высшее военное командное училище Внутренних войск Министерства внутренних дел СССР, после чего продолжал службу на различных командных должностях, пройдя путь от командира взвода до командира отдельного батальона внутренних войск. Заочно окончил Военную академию имени М. В. Фрунзе. С декабря 1993 года командовал Отдельным мотострелковым батальоном особого назначения дивизии имени Ф. Э. Дзержинского.
Когда 1 августа 1994 года на базе Отдельного мотострелкового батальона особого назначения было сформировано подразделение специального назначения — отряд «Русь» — полковник Зайцев был назначен на должность его командира. С началом Первой чеченской войны дивизия особого назначения имени Ф. Э. Дзержинского, в которую входил и этот отряд, получил приказ Верховного Главнокомандующего выдвинуться на Северный Кавказ. Зайцев со своей группой в январе 1995 года был направлен в город Моздок. Здесь ему предстояло на месте разобраться в ситуации и получить инструкции по дислокации личного состава и боевым действиям. Командование приказало частям дивизии, среди которых был и отряд «Русь», выдвинуться в район столицы Чеченской Республики — города Грозного.
Рано утром 25 февраля 1995 года группа «Русь» во главе с Зайцевым вышла к окраинам Грозного. Здесь полковник развернул командный пункт и приступил к завершающей работе по организации действий отряда. В это время в нескольких десятках метров появилась боевая машина, которой по плану операции находиться на данном участке не должно было быть. Зайцев отдал начальнику разведки приказ выяснить принадлежность техники, которой из-за плотного тумана определить издалека было не установить. В это время машина открыла шквальный огонь по командному пункту. В результате сильнейшего взрыва погибли 28 солдат и офицеров. Среди погибших оказались командир спецподразделения «Русь» полковник Павел Дмитриевич Зайцев и целый ряд бойцов и командиров этого отряда.
Указом Президента Российской Федерации полковник Павел Дмитриевич Зайцев посмертно был удостоен ордена Мужества.